# منزل حصار
منزل حَصَّار هي بلدية في منطقة بلنسية في إسبانيا.